# Ole Kristian Holtan
Ole Kristian Holtan (13. januar 1959 – 29. januar 2011) var borgmester i Siljan kommune. Han repræsenterede Arbeiderpartiet og var ordfører i kommunen fra 2007. Gunn Berit Rygg Holmelid var viceborgmester, under ham og efterfulgte ham efter hans død.